# مادر هزاران
مادر هزاران (نام علمی: Kalanchoe daigremontiana ) و همچنین (Bryophyllum daigremontianum) نام یک گونه از سرده کالانکوئه است. این گیاه در ایران به نام‌های اشک شب و اشک تمساح نیز شناخته می‌شود. مادر هزاران از دسته ساکولنت‌ها می‌باشد و برای رشد مطلوب، به نور زیاد نیاز دارد. اگر نور گیاه کم باشد، ساقه ها باریک، برگها کوچک، و طول میانگره زیاد می‌شود و به اصطلاح گیاه رشد علفی خواهد داشت.
آبیاری باید زمانی انجام شود که خاک گیاه خشک شده باشد. آبیاری زیاد باعث پوسیدگی ریشه و کل گیاه خواهد شد. خاک این گیاه باید سبک، و دارای زهکشی مناسب باشد. درصورت ایجاد شرایط مطلوب، گیاه رشد سریعی خواهد داشت.
برای تکثیر مادر هزاران یا اشک تمساح، می توان از قلمه ساقه استفاده نمود. ممکن است روی ساقه، ریشه‌های هوایی به‌وجود آمده باشد. قلمه ها به طور مستقیم داخل خاک قرار می‌گیرند تا ریشه دار شوند. پس از کاشت قلمه ها در خاک، بهتر است تا بیست و چهار ساعت آبیاری انجام نشود. روش دیگر تکثیر مادر هزاران، این است که گیاهچه‌های کوچکی که اطراف برگ‌ها ایجاد شده را جدا نموده و داخل خاک قرار دهیم. در این روش توصیه می‌شود آبیاری بلافاصله بعد از کاشت گیاهچه در خاک، انجام شود.

## نگارخانه

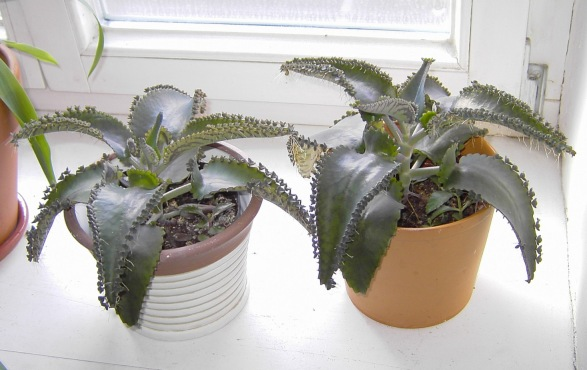
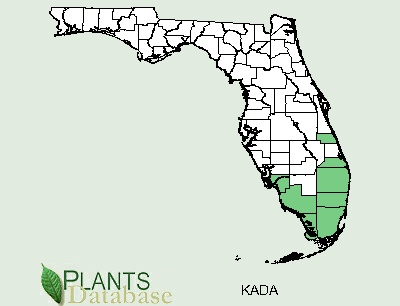
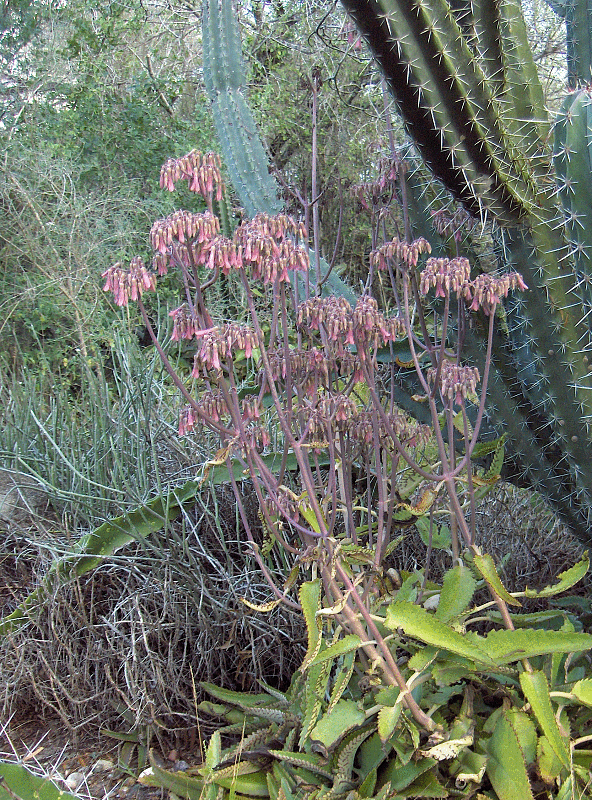